# Let No Man Steal Your Thyme

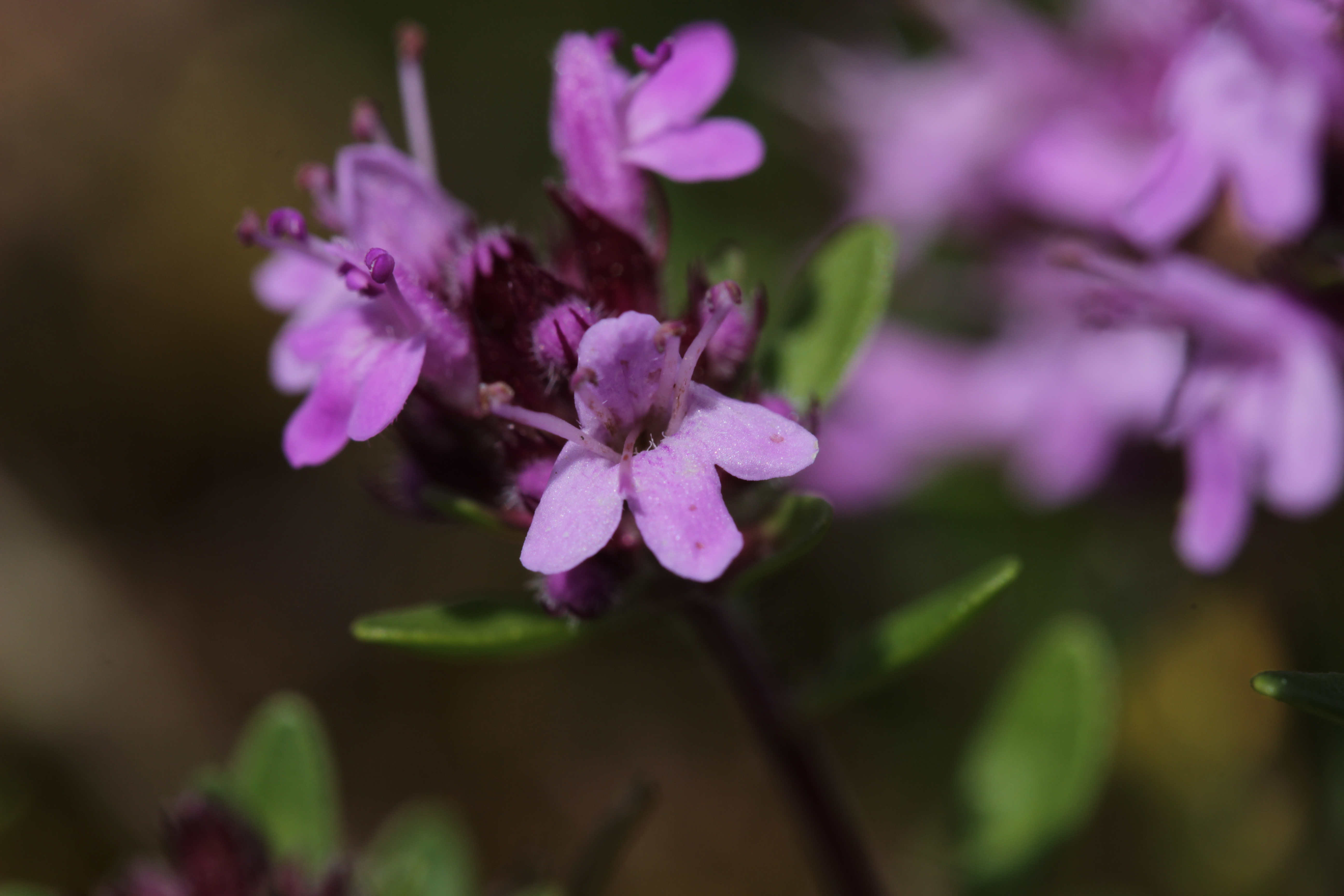
Ветка чабреца / тимьяна

Let No Man Steal Your Thyme (также The Sprig of Thyme, The Seeds of Love, Maiden’s Lament, Garners Gay, Let No Man Steal Your Thyme, Rue) — народная англо-ирландская баллада, употребляющая аллегорию растений и несчастной любви. Первое свидетельство относится к 1689 году. Согласно «Индексу народных песен Роуда» (англ. Roud Folk Song Index) имеет номер 3.

## Описание
В версии «Плач девушки» (англ. Maiden’s Lament) певица просит слушательниц не позволять никому срывать чабрец в цветущем саду. Однажды у неё самой была веточка чабреца, но потом пришёл сын садовника и принёс горькую руту, лиловую фиалку и красную розу. Он украл чабрец, оставив руту «пускать свои корни». Её родители рассердились, и тогда девушка срезала бутоны роз и посадила тальник.

### Символизм
Значение упоминаемых в песне растений:
- Чабрец / Тимьян — невинность, также время (англ. thyme — чабрец созвучно с time — время);
- Красная роза — страсть;
- Фиалка — скромность;
- Рута — сожаление;
- Тальник — скорбь, отчаяние;
- Дуб — сила, энергия;

## Записи
- В 1968 году группа Pentangle записала песню «Let No Man Steal Your Thyme»[4].
- В 2015 году актриса Кэри Миллиган исполнила песню в фильме «Вдали от обезумевшей толпы»[5].